# Покровская Пристань
Покро́вская При́стань (кирг. Покровская) — село в Джети-Огузском районе Иссык-Кульской области Кыргызстана. Входит в состав Кызыл-Сууского аильного округа. Код СОАТЕ — 41702 210 845 02 0.

## Население
По данным переписи 2009 года, в селе проживало 115 человек.